# Benito Marín
Fray Benito Marín, O.S.B., nacido Juan Manuel Marín Ximénez, (Calahorra, La Rioja, 24 de enero de 1694 - Jaén, 10 de agosto de 1769) fue un monje benedictino español, obispo de Barbastro y Jaén.

## Vida

### Fraile benedictino
Se inicia en la orden en el monasterio benedictino de San Salvador de Villanueva de Lorenzana, en la diócesis de Mondoñedo, Lugo. Toma los hábitos el 29 de septiembre de 1708 de manos del abad Fr. Benito Martínez, con el nombre de Benito.
Fue profesor de Teología en la Universidad de Salamanca y Abad del Colegio de San Vicente de la misma ciudad. Fue también Abad en el Monasterio benedictino de Montserrat en Madrid.

### Obispo de Barbastro-Monzón
En 1747 fue propuesto a Obispo de Barbastro-Monzón por Fernando VI, confirmado el 29 de enero de 1748 por el Papa Benedicto XIV. No permaneció mucho tiempo en la diócesis porque el 19 de enero de 1748 el rey le nombró presidente de la Real Junta de Única Contribución.

### Obispo de Jaén
En 1750 fue nombrado Obispo de Jaén, a petición del propio Rey, aunque durante algunos años siguió residiendo en Madrid por las ocupaciones del cargo real en la Junta. En la Catedral de Jaén construyó la capilla de San Benito con un grandísimo retablo barroco, obra de Duque Cornejo. También inicia, en 1764, las obras del Sagrario de la Catedral, dirigiendo las obras el arquitecto Ventura Rodríguez. Además, costeó las obras de la capilla de la Virgen de la Capilla, patrona de Jaén, en la iglesia de San Ildefonso, de Jaén, adornándola con un buen órgano, una campana y los retablos barrocos de San Antonio Abad y del Descenso de la Virgen. Asimismo dotó y financió la reforma del Santuario del Santísimo Cristo de Chircales, en Valdepeñas de Jaén con los retablos de San Miguel y Santa Gertrudis, donde todavía hoy campean sus armas episcopales. En 1753 funda el Hospital General de Jaén, donde se mantenían 600 pobres.
Su escudo de armas se puede ver en el Palacio Episcopal del siglo XVI, flanqueando la fachada principal del monumento. Murió el 10 de agosto de 1769 y fue enterrado en la capilla de San Benito de la catedral, bajo una lápida de mármol de varios colores.
| Predecesor: Francisco Antonio Bustamante Jiménez  | Obispo de Barbastro 1748 - 1750 | Sucesor: Juan Ladrón de Guevara                 |
| Predecesor: Francisco del Castillo y Veintimiglia | Obispo de Jaén 1750 - 1769      | Sucesor: Antonio Gómez de la Torre y Jarabeitia |